# 慕容紹宗
慕容 紹宗（ぼよう しょうそう、501年 - 549年）は、北魏末から東魏にかけての軍人。字は紹宗。本貫は昌黎郡棘城県。

## 経歴
北魏の恒州刺史の慕容遠の子として生まれた。前燕の太原王慕容恪の後裔とされる。六鎮の乱が起こると、一家をあげて晋陽におもむき、爾朱栄に帰順した。武泰元年（528年）、爾朱栄が洛陽に入ると、洛中の人士をことごとく誅殺しようと計画した。紹宗は多くの士を殺すのは長久の策ではないとして、再考を求めた。しかし爾朱栄は紹宗の諫言を聞き入れなかった（河陰の変）。後に軍功により紹宗は索盧県子に封ぜられ、まもなく侯に爵位を進めた。永安年間、高歓に従って羊侃を破り、また元天穆とともに邢杲を平定して、并州刺史に累進した。
永安3年（530年）、紇豆陵歩藩が晋陽に迫ると、爾朱兆がこれを攻撃したが、連敗した。爾朱兆は高歓を晋州に呼び寄せて、ともに紇豆陵歩藩を討とうと図った。紹宗は高歓の才幹を警戒して爾朱兆を諫めたが、爾朱兆は聞き入れなかった。爾朱兆は鮮卑の兵を高歓に分属させ、高歓はともに紇豆陵歩藩を討ち滅ぼした。普泰元年（531年）、高歓が信都で起兵すると、爾朱兆は紹宗を長史とし、また行台に任じた。紹宗は軍を率いて壷関におもむき、高歓に抵抗した。広阿と韓陵で敗れると、爾朱兆は胸を撫でて自らを責め、「卿の言を用いていれば、今このようにはならなかっただろう」と紹宗に言った。永熙2年（533年）、爾朱兆は赤谼嶺に逃れて、自ら縊死して果てた。紹宗は烏突城にいたり、高歓に追いつかれたのを見て、爾朱栄の妻子と爾朱兆の残党を率いて高歓に投降した。高歓は紹宗の官爵をもとのままに任用し、軍略に参与させた。
天平元年（534年）、東魏が建国され、鄴に遷都されると、紹宗は高隆之とともに府庫の地図や書籍の諸事をあずかった。天平2年（535年）、宜陽の李延孫が乱を起こすと、紹宗は西南道軍司となって、都督の厙狄安盛らを率いてこれを撃破した。凱旋すると、揚州刺史を代行し、まもなく青州刺史を代行した。丞相府記室の孫搴がその兄を州主簿とするよう紹宗に頼んだが、紹宗は任用しなかった。孫搴が高歓に紹宗のことを讒言したため、紹宗は召還された。元象元年（538年）、西魏の将の独孤信が洛州に拠り、梁州・潁州の間では叛乱軍が蜂起した。紹宗は兵を率いて虎牢におもむき、行台の劉貴らとともにこれを平定した。爵位は公に進み、度支尚書に任ぜられた。後に晋州刺史・西道大行台となり、帰朝して、御史中尉に転じた。武定2年（544年）、劉烏黒が徐州方面に侵入してくると、紹宗はこれを撃破して徐州刺史に任ぜられた。劉烏黒が残党を集めて再び侵攻してくると、紹宗はその徒党をおびき出して、劉烏黒を捕らえて殺した。
武定5年（547年）、侯景が乱を起こすと、紹宗は高澄の命により東南道行台となり、開府を加えられ、燕郡公に転封された。韓軌らとともに瑕丘におもむき、進軍を図った。南朝梁の武帝が貞陽侯蕭淵明らに衆十万を率いさせ、寒山に駐屯させ、侯景に協力させた。梁軍は泗水を引いて彭城を水攻めにした。紹宗は行台として、三徐二兗州諸軍事を節度し、大都督の高岳らとともに討って出て、梁軍を大破し、蕭淵明やその将帥たちを捕らえ、おびただしい捕虜をえた。軍を返して渦陽で侯景を攻撃した。紹宗は諸将の先頭に立って戦い、大勝をおさめ、侯景は遁走した。凱旋すると、永楽県子の別封を受けた。かつて高歓が高澄に残した「侯景がもし叛いたときは、慕容紹宗をもってこれに当たらせるように」との遺言はそのとおりとなり、そして効果をあげた。
武定6年（548年）8月、紹宗は南道行台となり、太尉の高岳や儀同の劉豊らとともに軍を率いて西魏の王思政を潁川に包囲し、洧水をせきとめて水攻めにした。武定7年（549年）4月、紹宗と劉豊は船に乗って視察していたところ、にわかに暴風が起こって船は城下に吹き流された。西魏側に鹵獲されて、紹宗は水に身を投げて死んだ。49歳であった。使持節・都督二青二兗斉済光七州諸軍事・尚書令・太尉・青州刺史の位を追贈され、諡を景恵といった。
子に慕容士粛・慕容三蔵（慕容建中）がいた。慕容士粛は散騎常侍となったが、まもなく謀反のため処刑された。慕容三蔵は紹宗の爵位を継ぎ、儀同三司となった。隋の開皇年間に、大将軍・畳州総管となった。

## 伝記資料
- 『北斉書』巻20 列伝第12
- 『北史』巻53 列伝第41